# Chartreuse (licor)

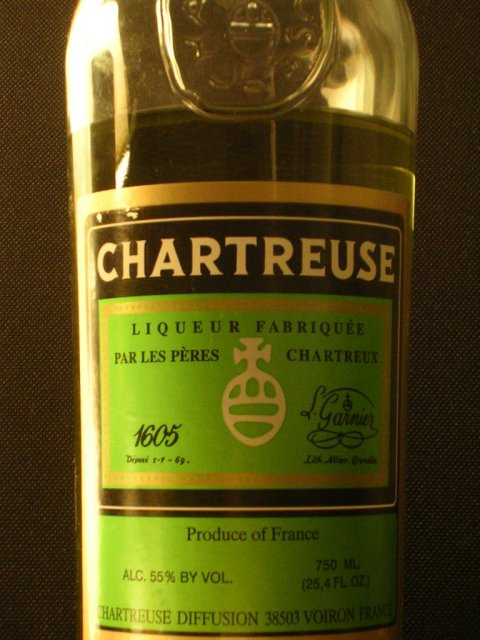
Botella de Chartreuse verde.

La Chartreuse es un licor de hierbas francés, elaborado a partir de macerar ciertas hierbas en un aguardiente de alta graduación. El licor se denomina así en honor al monasterio cartujo de la Grande Chartreuse (en castellano: «la Gran Cartuja»), de donde procede, que toma a su vez el nombre del macizo de la Chartreuse (en castellano: «macizo de la Cartuja»), en los Alpes, la región de Francia donde se ubica el monasterio.

## Historia
En 1605, el duque de Estrée entregó a los monjes de la cartuja de París un extraño manuscrito con una fórmula denominada «Élixir de Longue Vie» (Elixir de larga vida). Después de varios intentos infructuosos los herboristas de la cartuja consideraron que la receta era demasiado compleja y la abandonaron. Pero la receta fue rescatada y siglo y medio más tarde la farmacia de la Gran Cartuja, en Saint-Pierre-de-Chartreuse, empezó a elaborar el llamado «Élixir végétal» (Elixir vegetal) y a comercializarlo en 1764. La distribución se limitaba a las cercanas Grenoble y Chambéry, pero su popularidad fue en aumento. A partir del elixir vegetal, los cartujos elaboraron un digestivo al que llamaron «Liqueur de santé» (Licor de salud).
La Revolución francesa dispersó la orden monástica en 1793 y los monjes dejaron de destilar su licor. En 1816, regresaron al monasterio de la Gran Cartuja y retomaron su actividad. A partir de 1840 elaboraron la llamada chartreuse amarilla, mas suave que su antecesora, la chartreuse verde. En 1860 construyeron la destilería del monasterio.
En 1903 los cartujos son expulsados de Francia. Se llevan su secreto e implantan una destilería en Tarragona (España) que se convierte en el centro de elaboración del licor, al que llaman "Tarragona". Lo fabricaron también en  Marsella de 1921 hasta 1929, bajo el mismo nombre de "Tarragona". Después de la Segunda Guerra Mundial, los cartujos fueron autorizados a regresar a territorio francés y a reinstalarse en el antiguo monasterio, pero la destilería fue reabierta en Voiron, a veinticinco kilómetros del monasterio. La chartreuse se siguió fabricando en Tarragona hasta 1989, fecha de cierre de la destilería. Desde entonces sólo se elabora en Voiron (departamento de Isère).

## Fabricación
Se elabora con ciento treinta hierbas maceradas en alcohol de uva y destiladas. El alcohol resultante se mezcla con miel destilada y jarabe de azúcar antes de envejecer en barricas de roble.
La receta sigue siendo un secreto. No es patentada y sólo la conocen dos monjes que la transmiten generación tras generación. La mezcla de las hierbas se prepara en la "sala de las plantas" del monasterio, y es llevada a la destilería en grandes sacos de tela.

## Tipos

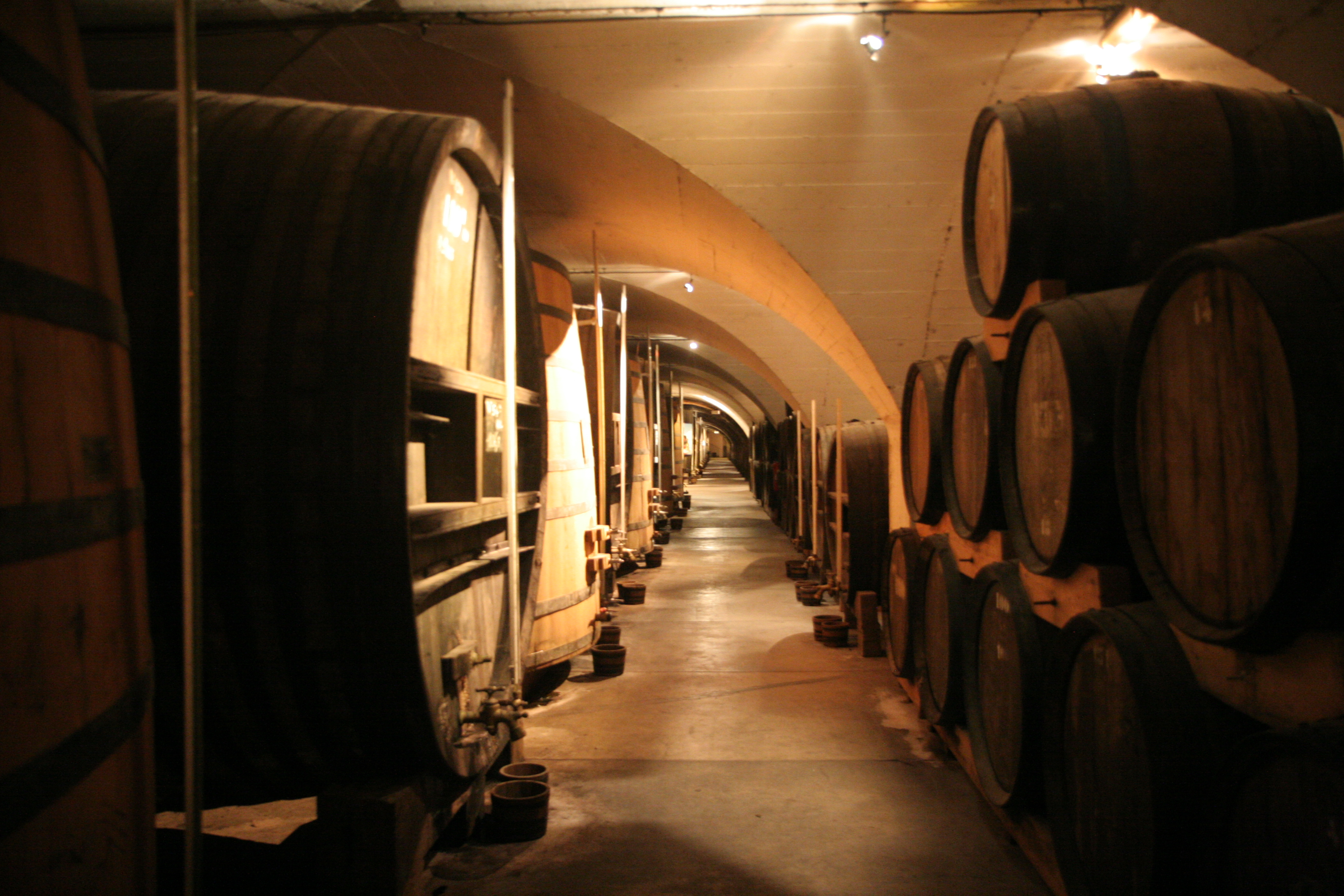
Bodega de la destilería de Chartreuse en Voiron.

Todos los tipos de chartreuse proceden de la misma receta original, con las mismas ciento treinta hierbas. Sólo varían los procesos de elaboración. Existen principalmente dos tipos de chartreuse:
- Chartreuse Verde (55 °) tiene un color verde brillante debido a la clorofila de las plantas que le da su color característico. Se elabora desde 1764.
- Chartreuse Amarilla (43°), con aromas más suaves y sabor ligeramente dulce. Contiene las mismas hierbas, pero en proporciones diferentes. Se elabora desde 1838.

Otros tipos de Chartreuse incluyen:
- Chartreuse VEP (Vieillissement Exceptionnellement Prolongé) (54.º el verde, 42.º el amarillo) se elabora con los mismos procesos secretos del licor tradicional pero se envejece más tiempo en grandes barricas de roble para alcanzar una calidad excepcional. El Chartreuse VEP viene en botellas amarillas o verdes.
- Elixir Végétal de la Grande-Chartreuse (71 º). El elixir de hierbas, fabricado desde 1737, proporciona un sabor único procedente de la mezcla secreta de ciento treinta hierbas. Es un concentrado digestivo y tónico. Se consume añadiendo unas gotas a una infusión, un grog, o sobre un terrón de azúcar.
- Chartreuse 1605 - Liqueur d'Elixir (56.º). Elaborado según la receta original de 1605, este Chartreuse es el antepasado del Chatreuse verde.

La destilería y la bodega de Voiron se pueden visitar, y Chartreuse Diffusion es la empresa encargada de la comercialización y distribución de los productos Chartreuse. No se permite el acceso del público al monasterio.